# Weil's dr guat got
"Weil's dr guat got" (escrito em dialeto; alemão padrão Weil's dir gut geht, "Porque te sentes bem") foi a canção austríaca no Festival Eurovisão da Canção 1996 que teve lugar em Oslo, Noruega em 18 de maio desse ano.
A canção foi interpretado no dialeto alemão Vorarlberguês (falado no estado de Vorarlberg) por George Nussbaumer. Foi a oitava canção a ser interpretada na noite do festival, a seguir à canção croata "Sveta ljubav", cantada por Maja Blagdan e antes da canção suíça "Mon cœur l'aime", interpretada por Kathy Leander. Foi a segunda vez que a Áustria fez-se representar com uma canção interpretada num dialeto alemão, a primeira fora em 1971, em que Marianne Mendt interpretara "Musik" em vienense. A canção Áustria|austríaca terminou em décimo lugar (entre 23 participantes), tendo recebido um total de 68 pontos. No ano seguinte, em 1997, a Áustria fez-se representar com Bettina Soriat que interpretou o tema "One Step".

## Autores
- Letrista: Mischa Krausz, George Nussbaumer
- Compositor: Mischa Krausz, George Nussbaumer
- Orquestrador: Mischa Krausz

## Letra
A canção é sobre a alegria de se ter estado num mundo em que tudo corre bem. A canção é interpretada num estilo gospel pouco usual na Eurovisão. Nussbaumer (cantor austríaco, que perdeu a visão, com apenas 1 ano de vida) cantou o tema ao piano e foi acompanhado por um coro que ia dando respostas apropriadas às perguntas formuladas pelo cantor.

## Versões
- "That you feel good" (inglês)
- versão alternativa, em vorarlberguês (2:51)